# Ludwig (Nassau-Saarbrücken)

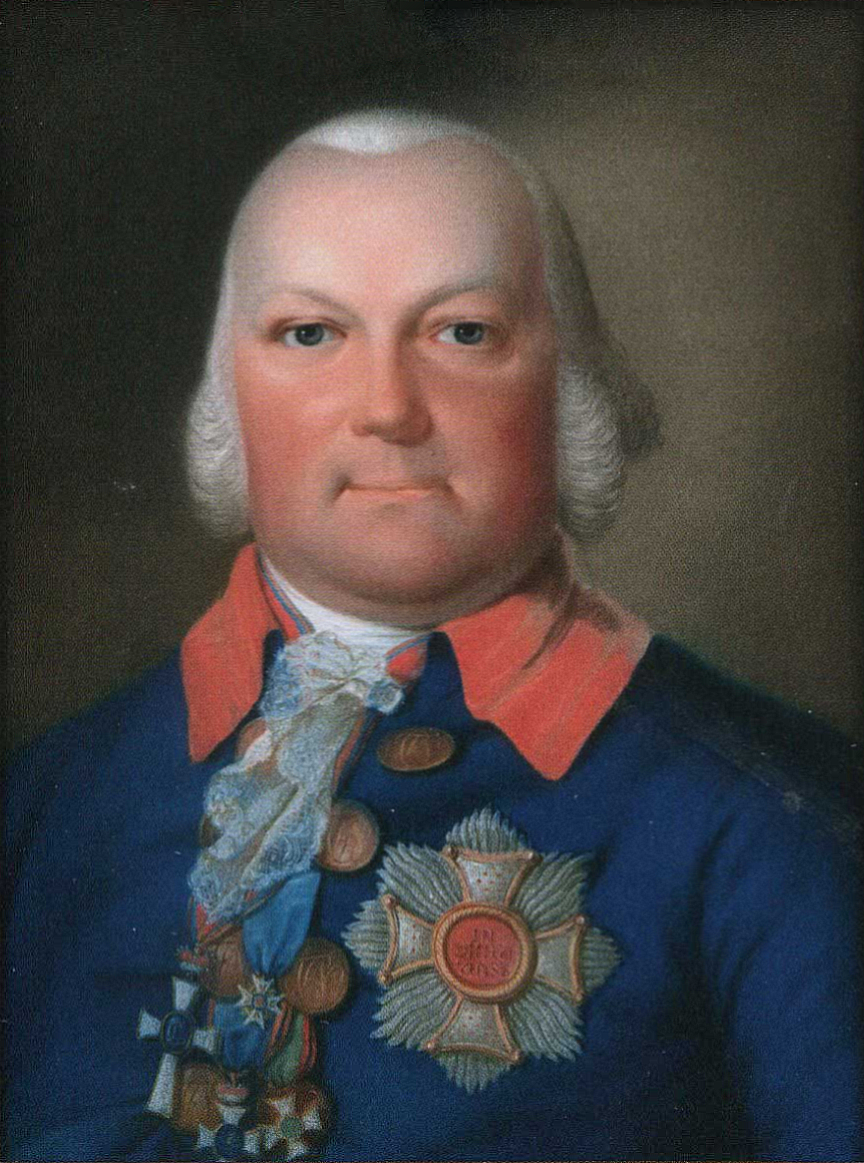
Fürst Ludwig von Nassau-Saarbrücken

Ludwig (* 3. Januar 1745 in Saarbrücken; † 2. März 1794 in Aschaffenburg) war von 1768 bis zur Französischen Revolution der letzte regierende Fürst von Nassau-Saarbrücken.

Wappen des Fürsten zu Nassau-Saarbrücken, Herzog zu Dillingen

## Leben
Ludwig wurde als zweites Kind und erster Sohn von Fürst Wilhelm Heinrich von Nassau-Saarbrücken und dessen Ehefrau Sophie Christine geboren. Die Mutter war erstgeborene Tochter des Grafen Georg Wilhelm und ältere Halbschwester des Grafen Franz I. zu Erbach-Erbach, somit war der Onkel fast 10 Jahre jünger als sein Neffe. Wie sein Vater wurde Ludwig an der Universität Straßburg ausgebildet. Eine für junge Männer seines Standes übliche ausgedehnte Bildungsreise führte ihn von 1759 bis 1766 nach England, Frankreich und Deutschland und in die Niederlande.
Nachdem sein Vater 1768 gestorben war, trat Ludwig die Regierungsgeschäfte in Nassau-Saarbrücken an. Er führte die Wirtschaftspolitik weitgehend fort, unterlag aber zunehmend Sparzwängen, sodass er seine Herrschaft Jugenheim von 1769 bis 1777 an das Fürstentum Nassau-Usingen verpfändete. 1770 beantragte er bei Kaiser Joseph II. die Einsetzung einer Schuldentilgungskommission, die 1782 aufgelöst wurde. Zur Sparsamkeit bei der Hofhaltung verpflichtet, verlegte er seinen Regierungssitz auf die kleineren Jagdschlösser im Saarbrücker Umland.
Trotz einer Politik der Sparsamkeit schaffte es Ludwig, weiterhin baulich tätig zu werden. Er ließ 1769 die Schloss- und Gartenanlage Ludwigsberg auf dem Malstatter Bann anlegen. Die unter seinem Vater durch Friedrich Joachim Stengel begonnene Ludwigskirche (Saarbrücken) ließ er 1775 vollenden. Als Herrscher des Aufgeklärten Absolutismus setzte er zahlreiche innere Neuordnungen der Land- und Forstwirtschaft, des Schulwesens und der Prozessordnung inklusive Abschaffung der Folter im Sinne der Aufklärung durch. Er war Freimaurer und Mitglied der St.-Heinrichs-Loge in Saarbrücken.
1789 erwarb er die Herrschaft Dillingen und ließ sich von König Louis XVI. zum Herzog von Dillingen (duc de Dillingen) ernennen. Der Titel galt gleich für seine unstandesgemäß geborene Ehefrau und die gemeinsamen Kinder mit und ist von dem der Grafen von Dillingen zu unterscheiden.
Am 13. Mai 1793 floh der gesundheitlich angeschlagene Ludwig vor ins Heilige Römische Reich einfallenden französischen Revolutionstruppen aus Saarbrücken ins Kurmainzer Exil nach Aschaffenburg. Mit diesem Tag endete faktisch die Jahrhunderte alte Herrschaft in Saarbrücken. Ludwig verstarb bereits 1794 in Aschaffenburg. Seine sterblichen Überreste wurden in der Schlosskirche zu Usingen beigesetzt.
Ludwigs Gebeine wurden am 23. November 1995 in die Schlosskirche in Saarbrücken umgebettet.

## Nachkommen
Am 30. Oktober 1766 heiratete er auf Schloss Schwarzburg Wilhelmine von Schwarzburg-Rudolstadt (1751–1780), die Tochter von Fürst Johann Friedrich von Schwarzburg-Rudolstadt. Die Ehe verlief unglücklich, sodass Wilhelmine sich auf Schloss Monplaisir auf dem Halberg zurückzog und dort den gemeinsamen Sohn erzog, den erstgeborenen Erbprinzen
- Heinrich Ludwig von Nassau-Saarbrücken (* 9. März 1768; † 27. April 1797)

Seine Mätresse, Freifrau Friederike Amalie von Dorsberg (ursprünglich Frederike Amalie Dern, * 12. März 1753; † 12. April 1802), ließ Ludwig durch den kaiserlichen Hofpfalzgrafen Johann Philipp, Graf von Ingelheim, genannt Echter von Mespelbrunn, mit Adelsbrief vom 25. September 1770 in den Adelsstand erheben. Sie stammte aus bürgerlichen Verhältnissen. Ihr Vater, Kammerdirektor Georg Andreas Dern (1714–1798) war der Sohn eines Rektors, sein gleichnamiger Onkel (1692–1743) war Leibarzt im Dienst des Grafen Friedrich Wilhelm von Görtz genannt von Schlitz in Lauterbach und Schwiegervater des Johann Justus Merck, die Mutter war Maria Susanne Juliane, geb. Heussner (1706–1784). 1771 kaufte der nassau-saarbrückische Hofrat Georg Andreas Dern von der Witwe Sophia Carolina von Schorrenberg den Flecken Hassel. Mit dessen Tochter, der Freifrau von Dorsberg, war Fürst Ludwig nach mancher älterer Literatur in morganatischer Ehe verbunden, und mit ihr zeugte er zwei Kinder:
- Frederika Luisa von Dorsberg (* 18. Februar 1771) ⚭ 1797 François Leclerc d'Alteville
- Ludwig Carl Philipp von Dorsberg (* 23. Februar 1774; † 10. Januar 1871)[8] Er wurde laut Eingabe zu Saarbrücken am 22. Juni 1829 in die Adelsmatrikel der preußischen Rheinprovinz unter Nummer 115 der Klasse der Edelleute eingetragen.[7]

Fürst Ludwig hatte sich dann in die junge Kammerzofe der Freifrau von Dorsberg verliebt und heiratete diese zur linken Hand. Er ließ Frau von Dorsberg allerdings keineswegs unversorgt; er verheiratete sie 1774 mit einem Höfling, Sohn des verstorbenen Oberforstmeisters Georg Wilhelm von Maltitz (1705–1760), den er zum Hofmarschall ernannte. Auf ihn geht auch das Maltitz-Pavillon zurück. Frau von Dorsberg erhielt von Fürst Ludwig zusätzlich als Abfindung 90.000 Taler. Mit Carl Johann Franz von Maltitz (1746–1794) bekam die Dorsberg noch sechs Töchter und zwei Söhne.
Am 1. September 1774 schloss Ludwig mit Friederikes Kammerzofe Katharina Kest eine morganatische Ehe. Dieser Beziehung entstammten sechs weitere Kinder:
- Ludwig Albrecht (1775–1784)
- Ludwig Carl (1776–1799, gefallen), Graf von Ottweiler; „Karl, Herzog zu Dillingen und Reichsgraf von Ottweiler, Kapitain der Reichsarmee“[11]
- Luise (1778–1855), Gräfin von Ottweiler; ⚭ 1802 in Berlin Anton Joseph Fischer (1780–1862), Kammersänger
- Heinrich (1779–1781)
- Ludwig (1785–1796)
- Luise Katharina (1786–1818), Gräfin von Ottweiler; ⚭ 25. September 1810 in Mauer bei Heidelberg Heinrich Friedrich Wilhelmi (1786–1860), Pfarrer

Am 28. Februar 1787, sieben Jahre nach dem Tod der Fürstin Wilhelmine, bekräftigte der Fürst seine Verbindung mit Katharina durch eine ordentliche Eheschließung „zur rechten Hand“. Da Katharina aus bäuerlichen Verhältnissen stammte, ließ Ludwig, um den Standesunterschied zu vermindern, sie zur Gräfin von Ottweiler erheben, stattete sie mit der Herrschaft über Dillingen aus und ließ sie – gegen den Widerstand des Hauses Nassau – zur Fürstin ausrufen. So kam der jüngste Sohn Adolph als letzter legitimer Nachkomme Ludwigs zur Welt, der den 1797 verstorbenen Erbprinzen noch 15 Jahre überlebte:
- Graf Adolph von Ottweiler (1789–1812)

## Andenken
An Ludwig erinnern heute die nach ihm benannte Ludwigskirche mit dem dazugehörigen Ludwigsplatz sowie der Ludwigspark mit dem Ludwigsparkstadion, in dem der 1. FC Saarbrücken beheimatet ist. 